# 北斗翼聖真君
北斗翼聖真君為道教神祇之一，也是神化後之北斗七元星君之一。該星君為北極紫微大帝的近衛護駕神祇。因為傳說農曆正月初三北斗翼聖真君會下降凡間，部分台灣道教信徒今仍會於當日虔誦太上玄靈北斗本命延生妙經。道教信徒深信，當日誦念此經，會有延壽效能。